# Pyrausta bambucivora
Pyrausta bambucivora is een vlinder van de familie van de grasmotten (Crambidae). De wetenschappelijke naam van deze soort is voor het eerst voorgesteld als Ebulea bambucivora door Frederic Moore in een publicatie uit 1888.
De soort komt voor in India (West-Bengalen) en Sri Lanka.